# Kim Weon-kee
Kim Weon-kee (koreanisch 김원기; * 6. Januar 1962 in Hampyeong; † 27. Juli 2017 in Wonju) war ein südkoreanischer Ringer.

## Karriere
Kim begann 1981 mit dem Ringen und nahm im selben Jahr ein Studium an der Universität Chonnam auf. Drei Jahre später feierte er seinen größten sportlichen Erfolg: Bei den Olympischen Spielen 1984 in Los Angeles wurde er Olympiasieger im griechisch-römischen Stil im Federgewicht. 1986 beendete er seine aktive Karriere. Bei der Eröffnungsfeier der Olympischen Spiele 1988 in Seoul war er einer der Fahnenträger der olympischen Flagge.
Er schloss 1987 sein Masterstudium in Sportphysiologie ab und promovierte 2009 an der Kyung-Hee-Universität im Fach Sportwissenschaften.
Nach seinem Studium arbeitete Kim bis 2000 bei Samsung Life Insurance und wurde anschließend Geschäftsführer eines Unternehmens im Umweltbereich.